# Průsmyk Szarcula
Průsmyk Szarcula, polsky Przełęcz Szarcula, je horský průsmyk s nadmořskou výškou 759 m. Nachází se ve Slezských Beskydech (patřící do geomorfologické oblasti Západní část Západních Beskyd), krajinném parku Park Krajobrazowy Beskidu Śląskiego a patří do obce Istebna ve gmině Istebna v okrese Těšín ve Slezském vojvodství v jižním Polsku.

## Popis průsmyku
Průsmyk Szarcula je mělké horské sedlo v oblasti masivu Barania Góra, kterým prochází rozvodí, tj. hranice povodí veletoků Odra (povodí Odry) a Visla (povodí Visly) v úmoří Baltského moře. Vodstvo tady patří na jihu k řece Olše (přítok Odry) a na severu k potoku Czarna Wisełka (Černá Viselka, vodní zdrojnice Visly). Průsmyk se nachází mezi vrcholem Kubalonka (830 m n. m.) s rozhlednou Kubalonka na severozápadě a kopcem Szarcula (803 m n. m.) s rozhlednou Szarcula a skalním útvarem Dorkowa Skała na jihovýchodě. Přes průsmyk vede silnice z průsmyku Kubalonka do doliny potoka Czarna Wisełka. V průsmyku je postavené parkoviště pro automobily a také je zde rozcestník turistických tras a cyklotras. Místem prochází také turistické trasy Główny Szlak Beskidzki a  Szlak Habsburgów. U průsmyku je také přírodní rezervace Rezerwat Przyrody Wisła zaměřená na ochranu prameniště řeky Visla.

## Historie
Název průsmyku je pozůstatkem mýtiny/planiny, která zde kdysi existovala ve spojitosti s místním salašnictví. První přímá písemná zmínka o místu je z roku 1722 pod jménem Szarzec (česky lze přeložit asi jako Šedivec).